# Pedro Augusto de Lima
Pedro Augusto de Lima (Porto, 1842 — Lisboa, 1883) foi um poeta português de formação romântica que começou por se evidenciar na revista A Grinalda (1864), altura em que escreveu um drama em versos inspirado no Eurico, o Presbítero, de Alexandre Herculano, cujo poema serviu de libreto à ópera do compositor Miguel Ângelo, e lhe angariou grande notoriedade poética. Também se dedicava à pintura.
Pedro de Lima era enjeitado. Nunca soube quem era a sua mãe, nem o seu pai. E foi essa dor que ele arrastou consigo até à morte, descrendo em Deus, na esperança de viver, e em tudo; o que o terá levado, certamente, à loucura.[carece de fontes?]
Foi funcionário dos CTT do Porto, tendo sido admitido em 25 de Abril de 1865.
Além do já citado drama, deixou ainda Ocasos, um esboço biográfico de Guilherme Braga, seu particular amigo, e vária colaboração jornalística dispersa pelos jornais e revistas:  A Esperança (1865-1866), A Mulher  (1879), Harpa, Mosaico, Grinalda, Museu Ilustrado e Renascença.
Era pai do pintor e poeta Ângelo de Lima que, como ele, também morreria louco.